# Ксиленолы
Ксиленол — собирательное название диметилфенолов (шесть изомеров). Название образовано на основе рассмотрения этих веществ как замещённых производных ксилолов (ксилол+фенол). Таким образом, названия изомеров иногда включают префиксы орто-, мета- и пара-, что относится к взаимному расположению метильных групп в соответствующих ксилолах. Получают из каменноугольных масел.
Аналитическая методика для определения ксиленолов — ГОСТ 20843.2-89 Продукты фенольные каменноугольные. Газохроматографический метод определения компонентного состава дикрезола, трикрезола и ксиленолов.

## Некоторые свойства
| Изомер          | 2,6-ксиленол | 2,5-ксиленол | 2,4-ксиленол | 2,3-ксиленол | 3,4-ксиленол | 3,5-ксиленол |
| CAS             | 576-26-1     | 95-87-4      | 105-67-9     | 526-75-0     | 95-65-8      | 108-68-9     |
| Tпл °C          | 43-45        | 63 — 65      | 22-23        | 70-73        | 62 — 68      | 61-64        |
| Tкип °C         | 203          | 212          | 211-212      | 217          | 227          | 222          |
| Плотность кг/м3 |              | 971          | 1011         |              |              |              |

## Области применения
Из 2,4-ксиленола получают высокоэффективный антиоксидант топанол-А (2,4-диметил-6-трет-бутилфенол), также хорошими антиокислительными свойствами обладают 2,6-ксиленол и другие 2,6-замещённые фенолы.